# فرانسيسكو برونو (لاعب رماية)
فرانسيسكو برونو (بالإيطالية: Francesco Bruno)‏ هو لاعب رماية إيطالي، ولد في 15 يونيو 1978 في فودجا في إيطاليا.

## وصلات خارجية
- فرانسيسكو برونو على موقع الاتحاد الدولي (الإنجليزية)
- فرانسيسكو برونو على موقع اللجنة الأولمبية الدولية (الإنجليزية)
- فرانسيسكو برونو على موقع أوليمبيديا (الإنجليزية)